# Zagrody (Bystra Podhalańska)
Zagrody – część wsi Bystra Podhalańska  w Polsce położona w województwie małopolskim, w powiecie suskim, w gminie Bystra-Sidzina.
W latach 1975–1998 Zagrody należały administracyjnie do województwa nowosądeckiego.